# 리 응우옌
리 응우옌(영어: Lee Nguyen, 1986년 10월 7일 ~ )는 미국의 축구 선수이며 포지션은 미드필더이다. 미국과 베트남 이중국적자이다.

## 축구인 경력

### 클럽 경력
2005년 인디애나 대학교 블루밍턴에 입학하여 1년 간 활약한 후 PSV 에인트호번에 입단하였다. 하지만 3시즌 간 PSV에 머무는 동안 정규 리그 1경기 출전에 그치자 이적을 모색하였고 덴마크의 라네르스로 이적하였다.
2009년 베트남의 호앙아인 자라이가 응우옌의 베트남인 아버지에게 응우옌의 영입을 제의하였고, 이적이 성사되어 1월 17일 공식 입단하였다. 2010년 빈즈엉 FC로 이적하였다.
2011년 12월 밴쿠버 화이트캡스와 계약하고 프리 시즌 비공식 경기 3경기 만을 소화한 후 2012년 3월 웨이버 공시되었다. 3월 2일 웨이버 드래프트에서 뉴잉글랜드 레벌루션의 지명을 받고 입단하였다. 이후 주전으로 활약하며 2012 뉴잉글랜드 팬들이 뽑은 올해의 선수로 선정되었으며 2014 시즌엔 MLS 시즌 베스트 11에 선정되었다.

### 국가대표 경력
네덜란드에서 열린 2005년 FIFA 세계 청소년 축구 선수권 대회에 참가한 미국 U-20 대표팀에서 미국의 유일한 고등학생 선수로 출전하였다.
2007년 6월 2일 중국과의 경기에서 A매치 데뷔전을 치렀고 같은 해에 베네수엘라에서 열린 2007년 코파 아메리카에 소집되는 등 꾸준히 대표팀에 이름을 올리며 2회의 A매치에 더 출전하였다. 2009년 베트남으로 무대를 옮긴 후 대표팀에서 멀어졌다. MLS로 돌아온 이후인 2014년 9월 10일 7년 만에 대표팀에 복귀하였다.